# Mesilot
Mesilot (hebrejsky מְסִלּוֹת nebo מסילות, doslova „Cesty“, anglicky Mesilot, v oficiálním seznamu sídel Mesillot) je vesnice typu kibuc v Izraeli, v Severním distriktu, v Oblastní radě Emek ha-Ma'ajanot.

## Geografie
Leží v nadmořské výšce 117 metrů pod mořskou hladinou na úpatí masivu Gilboa v oblasti s intenzivním zemědělstvím v Bejtše'anském údolí, které je součástí Jordánského údolí. Severně od obce směřuje k východu tok Nachal Charod, podél něhož západně odtud Bejtše'anské údolí přechází do Charodského údolí. Vlastní dno těchto údolí je rovinaté, s rozsáhlými plochami umělých vodních nádrží a zemědělských pozemků. Člení ho jen nevelké pahorky, většinou lidského původu coby stopy dávného osídlení jako Tel Šokek a Tel Soka západně odtud, Tel Zehavi na jihozápadě nebo Tel Bacul a Tel Temes na sever od vesnice. Severně od vesnice protéká také vádí Nachal Amal, které pak směřuje k lokalitě mostu Kantara. Je živeno zdejšími vydatnými prameny, které napájejí také vádí Nachal Kibucim na jižním okraji vesnice. Západně od vesnice se terén prudce zvedá do svahů pohoří Gilboa s horou Har Gefet (318 m n. m.).
Vesnice je situována 25 kilometrů jižně od Galilejského jezera, 8 kilometrů západně od řeky Jordánu, cca 2 kilometry západně od města Bejt Še'an, cca 80 kilometrů severovýchodně od centra Tel Avivu a cca 57 kilometrů jihovýchodně od centra Haify. Mesilot obývají Židé, přičemž osídlení v tomto regionu je ryze židovské.
Mesilot je na dopravní síť napojen pomocí lokální silnice číslo 669 a lokální silnice číslo 6667, která vede do Bejt Še'anu.

## Dějiny
Mesilot byl zřízen v roce 1938. K založení došlo 22. prosince 1938. Vznikl jako opevněná osada typu „hradba a věž“. Zakladatelé osady (Židé z Polska) utvořili již v roce 1932 skupinu, která později ještě přijala další skupinu židovských přistěhovalců z Bulharska napojenou na organizaci Ha-Šomer ha-Cair. Po několik let pobývali provizorně poblíž Nes Cijona. V roce 1938 se definitivně usadili v nynější lokalitě.
Původně se pro pojmenování nové vesnice zvažoval i název Ejn Gilboa (עין גלבוע), ale nakonec se osadníci rozhodli pro Mesilot. Ten odkazuje mimo jiné na biblický verš z Knihy Izajáš 33,8.
Roku 1949 měla vesnice 381 obyvatel a rozlohu katastrálního území 2895 dunamů (290 hektarů). Ekonomika kibucu je založena na zemědělství a průmyslu. V obci působí základní škola, která je navštěvována i dětmi z okolních vesnic.

## Demografie
Obyvatelstvo kibucu Mesilot je sekulární. Podle údajů z roku 2014 tvořili naprostou většinu obyvatel v Mesilot Židé (včetně statistické kategorie "ostatní", která zahrnuje nearabské obyvatele židovského původu ale bez formální příslušnosti k židovskému náboženství).
Jde o menší sídlo vesnického typu s dlouhodobě klesající populací. V letech 2001-2008 ztratil kibuc 14 % svého obyvatelstva! K 31. prosinci 2014 zde žilo 453 lidí. Během roku 2014 populace klesla o 1,1 %.
| Rok            | 1948 | 1949 | 1961 | 1972 | 1983 | 1995 | 2001 | 2003 | 2004 | 2005 | 2006 | 2007 | 2008 | 2009 | 2010 | 2011 | 2012 | 2013 | 2014 |
| -------------- | ---- | ---- | ---- | ---- | ---- | ---- | ---- | ---- | ---- | ---- | ---- | ---- | ---- | ---- | ---- | ---- | ---- | ---- | ---- |
| Počet obyvatel | 415  | 381  | 451  | 471  | 644  | 495  | 418  | 416  | 401  | 393  | 384  | 375  | 359  | 491  | 489  | 491  | 463  | 458  | 453  |